# Ростовская агломерация
Росто́вская агломера́ция — социально-экономическое объединение населённых пунктов вокруг города Ростова-на-Дону в Ростовской области России.
Ростов-на-Дону является центральным ядром этой агломерации благодаря своему исторически сложившемуся значению как торгово-транспортного, промышленного, административного и культурного центра. Его влияние распространяется на всю региональную систему расселения Нижнего Дона на радиус до 300—400 км.
Ростовская агломерация относится к числу крупнейших в стране и выступает межрегиональным центром социально-экономического развития юга России. Это шестая по численности населения (около 2 млн человек) и четвёртая в виде полицентрической ростово-шахтинской конурбации (2,7 млн человек).
Основу её развития составляет опорный каркас расселения с магистральными транспортными и инженерными связями международного, федерального и регионального уровней. Территория агломерации выделена отдельными нормативными документами областного уровня.
Данная территория «характеризуется устойчивыми трудовыми, социальными, деловыми, производственными и культурно-рекреационными внутренними связями и располагается в границах Юго-Западного внутриобластного района Ростовской области».

## Состав

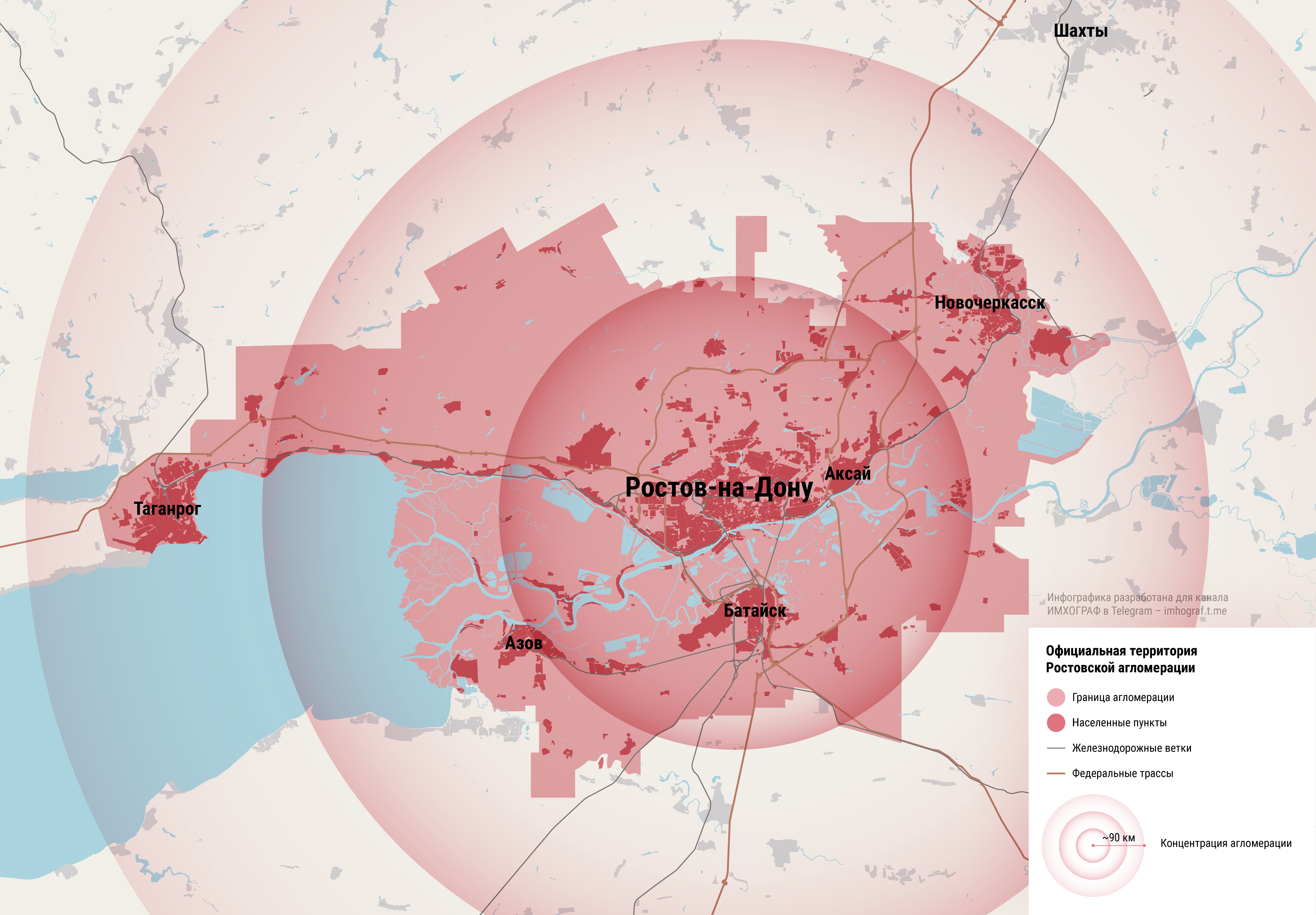
Официальная территория Ростовской агломерации

Состав агломераций обычно включает центральный город (ядро) и окружающие его населенные пункты — города-спутники, посёлки городского типа и деревни. Состав Ростовской агломерации проработан до уровня отдельных сельских поселений муниципальных образований. Критерии включения зависят от уровня транспортной связанности, общности трудовых рынков и культурно-экономических связей.
Методики определения состава агломераций в России варьируются в зависимости от региона. Документы стратегического планирования обычно закрепляют перечень муниципальных образований, однако федеральные рекомендации могут отличаться от региональных данных.
Ростовская агломерация включает в себя пять ключевых городов: Ростов-на-Дону, Таганрог, Новочеркасск, Батайск и Аксай, а также 29 сельских поселений. Общая площадь территории составляет 370 тысяч гектаров, а численность населения — около 2 миллионов человек.
| Название населённого пункта | Население (чел.) | Удаление от центра Ростова-на-Дону (~км) |
| --- | ---------------- | ---------------------------------------- |
| Городской округ Ростов-на-Дону (2024) | 1 140 487        | 0                                        |
| Городской округ Азов (2024) | 80 381           | 25                                       |
| Городской округ Батайск (2024) | 124 987          | 6                                        |
| Городской округ Новочеркасск (2024) | 160 529          | 30                                       |
| Городской округ Таганрог (2024) | 241 557          | 60                                       |
| Елизаветинское сельское поселение: хутор Обуховка, хутор Городище, хутор Дугино, станица Елизаветинская, хутор Казачий Ерик, хутор Колузаево. хутор Коса, хутор Курган (2020)                                                                     | 3940             | 20                                       |
| Кагальницкое сельское поселение: село Кагальник, хутор Донской, посёлок Зелёный, хутор Петровский, хутор Узяк (2021) | 10 165           | 32                                       |
| Кулешовское сельское поселение: село Кулешовка, посёлок Тимирязевский (2021) | 14 568           | 15                                       |
| Новоалександровское сельское поселение: хутор Новоалександровка, село Высочино, хутор Мило-Яковлевка, хутор Павловка, хутор Петровка, село Платоно-Петровка (2021)                                                                                | 5300             | 18                                       |
| Обильненское сельское поселение: посёлок Овощной, посёлок Койсуг, хутор Усть-Койсуг, хутор Шмат (2021) | 7349             | 6                                        |
| Рогожкинское сельское поселение: хутор Рогожкино, хутор Лагутник, хутор Полушкин, посёлок Топольки (2021) | 1252             | 29                                       |
| Красносадовское сельское поселение: посёлок Красный Сад, разъезд Койсугский (2021) | 4948             | 13                                       |
| Город Аксай (2021) | 48 472           | 10                                       |
| Большелогское сельское поселение: хутор Большой Лог, посёлок Водопадный, хутор Камышеваха, хутор Пчеловодный, посёлок Реконструктор, посёлок Российский, посёлок Янтарный (2021)                                                                  | 14 369           | 16                                       |
| Верхнеподпольненское сельское поселение: хутор Верхнеподпольный, хутор Алитуб, хутор Слава Труда, хутор Черюмкин (2021) | 3086             | 22                                       |
| Грушевское сельское поселение: станица Грушевская, хутор Валовый, хутор Веселый, хутор Горизонт, хутор Камышеваха, хутор Обухов (2021) | 5200             | 24                                       |
| Истоминское сельское поселение: хутор Островского, посёлок Дивный, посёлок Дорожный, хутор Истомино (2021) | 5302             | 9                                        |
| Ленинское сельское поселение: хутор Ленина, хутор Маяковского (2021) | 4136             | 6                                        |
| Мишкинское сельское поселение: станица Мишкинская, хутор Александровка, хутор Киров, хутор Малый Мишкин, посёлок Опытный (2021) | 5612             | 20                                       |
| Ольгинское сельское поселение: станица Ольгинская, хутор Махин, хутор Нижнеподпольный (2021) | 7353             | 7                                        |
| Рассветовское сельское поселение: посёлок Рассвет, посёлок Аглос, посёлок Золотой Колос, посёлок Ковалёвка, посёлок Красный Колос, посёлок Мускатный, посёлок Степной (2021)                                                                      | 13 401           | 14                                       |
| Старочеркасское сельское поселение: станица Старочеркасская, хутор Краснодворск, хутор Рыбацкий (2021) | 3398             | 19                                       |
| Щепкинское сельское поселение: посёлок Октябрьский, посёлок Возрождённый, хутор Забудёновский, посёлок Красный, посёлок Огородный, посёлок Щепкин, посёлок Элитный, посёлок Верхнетемерницкий, посёлок Темерницкий, хутор Нижнетемерницкий (2021) | 16 580           | 9                                        |
| Большесальское сельское поселение: село Большие Салы, село Несветай (2021) | 5049             | 15                                       |
| Калининское сельское поселение (2021) | 4330             | 12                                       |
| Краснокрымское сельское поселение: хутор Красный Крым, хутор Ленинаван, хутор Ленинакан, село Султан-Салы (2021) | 7770             | 9                                        |
| Крымское сельское поселение (2021) | 6394             | 13                                       |
| Недвиговское сельское поселение: хутор Недвиговка, хутор Весёлый, хутор Хапры, посёлок Щедрый (2021) | 5185             | 20                                       |
| Петровское сельское поселение: слобода Петровка, село Александровка 2-я, хутор Баевка, село Валуево, село Калмыково, село Карпо-Николаевка, хутор Савченко, хутор Стоянов, хутор Чкалова (2021)                                                   | 2601             | 30                                       |
| Чалтырское сельское поселение: село Чалтырь, хутор Мокрый Чалтырь (2021) | 18 878           | 8                                        |
| Вареновское сельское поселение: село Вареновка, село Бессергеновка (2021) | 5874             | 50                                       |
| Приморское сельское поселение: село Приморка, станция Морская, посёлок Новоприморский (2021) | 5364             | 43                                       |
| Самбекское сельское поселение: село Самбек, хутор Курлацкий, хутор Некрасовка, хутор Сужено (2021) | 3281             | 45                                       |
| Синявское сельское поселение: село Синявское, хутор Водино, хутор Мержаново, хутор Морской Чулек, хутор Пятихатки, хутор Халыбо-Адабашев (2021)                                                                                                   | 6350             | 28                                       |
| Общая численность | 1 993 448        |                                          |

## «Большой Ростов»
Министерство регионального развития России подготовило программу создания восьми опорных супергородов, агломеративных центров с многомиллионным населением. Проект касается и Ростовской области. «Большой Ростов» — первый уровень Ростовской агломерации, включающий агломерационное ядро — Ростов-на-Дону и расположенные в 10—12-километровой зоне города-спутники. Наиболее известными из них являются Батайск, Аксай, село Чалтырь, а также село Красный Крым, Ленинаван.

## Агломерации в Ростовской области
19 июля 2018 года губернатором Ростовской области внесён в Законодательное собрание Ростовской области проект областного закона «О развитии агломераций в Ростовской области». Проектом закона предусмотрено создание на территории Ростовской области семи агломераций, центрами которых станут города Ростов-на-Дону, Таганрог, Шахты, Сальск, Волгодонск, Миллерово и Морозовск.
Проект закона определяет агломерацию как территорию, включающую территории городских округов или городских поселений и ближайших к ним муниципалитетов, объединяемых исходя из их географического положения и социально-экономических интересов для усиления интенсивности хозяйственных, трудовых, транспортных, научно-образовательных, культурно-бытовых, рекреационных и иных связей с целью обеспечения устойчивого экономического роста, инвестиционной привлекательности и улучшения качества жизни населения Ростовской области.
Решение о создании агломерации будет приниматься органами местного самоуправления путём заключения договоров межмуниципального сотрудничества.